# Сніжниця (птах)
Сніжниця (Chionis) — рід прибережних птахів ряду сивкоподібних, єдиний рід родини сніжницевих (Chionidae).

## Поширення
Птах мешкає на субантарктичних островах та вздовж узбережжя Антарктичного півострова. Зимує на Фолклендських островах та на узбережжі Аргентини і Чилі.

## Опис
Птахи з кремезною статурою та короткими товстими ногами. Дзьоб короткий, наскрізні ніздрі прикриті шкірястими кришечками. Навколо очей і перед дзьобом ділянки голої шкіри. Передні пальці на ногах досить товсті з міцними кігтями, без слідів плавальної перетинки. Задній палець малий, майже не видно. Голова велика, шия коротка і товста. Хвіст досить довгий, заокруглений. Крила відносно короткі і широкі з невеликими шпорами на згинах. Оперення густе і щільне. Забарвлення у обох статей біло-сніжне. Самці набагато більшого розміру.

## Спосіб життя
Сніжниця мешкає на морському узбережжі. Птахи живляться різними безхребетними, їдять водорості, крадуть яйця і пташенят інших птахів, поїдають падаль.

### Розмноження
Гніздяться одиночними парами. Об'ємисте гніздо з сухих водоростей, пір'я, уламків раковин та іншого сміття будується в щілинах скель або під валунами. У кладці 2-3 голубуватих з плямами яєць. Насиджують обидва партнера, близько 4 тижнів. Пташенята вилуплюються зрячими, в густому коричневому з чорними плямами пуховому вбранні. В гнізді залишаються тривалий час, вигодовуються батьками, потім бродять з ними по літоралі. Поза сезоном розмноження тримаються маленькими зграйками. Плавають рідко і неохоче.

## Види
Рід включає два види:
- Сніжниця жовтодзьоба (Chionis albus)
- Сніжниця чорнодзьоба (Chionis minor)